# Хорхе Пардон
Хорхе Ернесто Пардон Гарсија (4. март 1905. — 19. децембар 1977) био је перуански фудбалер који је играо за Перу на ФИФА-ином светском првенству 1930. Играо је и за Спортинг Кристал.